# Abraço a Moçambique
Abraço a Moçambique foi um single lançado em Portugal, no ano de 1985, com o objetivo de angariar fundos para o combate a fome e a seca em Moçambique. A música foi gravada nos estúdios da Rádio Triunfo, no Porto e contou com a participação de diversos nomes da música portuguesa.

## Cantores participantes
Tiveram participação no televídeo os seguintes cantores e bandas:
- Manuel Freire
- Paco Bandeira
- Pedro Barroso
- Tonicha
- Raúl Indipwo
- Teresa Silva Carvalho
- Helena Isabel
- José Mário Branco
- Alexandra
- Samuel
- Sérgio Godinho
- Paulo de Carvalho
- Vitorino
- Jorge Palma
- Janita Salomé
- Júlio Pereira
- Carlos Mendes
- Rui Veloso
- Luís Represas
- Brigada Victor Jara
- Trovante
- José Cid
- Lena d'Água
- João Gil
- Maria Guinot
- Terra a Terra